# Louise Asher
Pour les articles homonymes, voir Asher.
Louise Asher, née le 26 juin 1956, est une femme politique australienne, membre du Parti libéral australien. Elle représente depuis 1996 la circonscription électorale de Brighton à l'Assemblée législative du Parlement du Victoria. Depuis le 2 décembre 2010, elle est à la fois Ministre du tourisme et Ministre de l'innovation, des services et des petites entreprises au sein du gouvernement Baillieu.